# Yacimiento arqueológico Vilosiu
El yacimiento arqueológico Vilosiu está situado en la comarca del Bergadá (municipio de Serchs, Barcelona), formado por diversas masías abandonadas.
La masía "A" fue excavada en los años 1960 y 1961, bajo la dirección de Albert del Castillo y de Manuel Río. La excavación de la casa "B" fue realizada en los años 1984-1986, bajo la dirección de Jordi Bolòs.
Son casas horizontales, edificadas hacia el año 1000. La casa "B" estaba formado por un comedor dormitorio, una despensa, una cámara donde estaba el horno y unos establos para el ganado.
Se crearon a finales del siglo X, no se transformaron mucho a lo largo de la Edad Media central y se abandonaron en el siglo XIV.